# 宮崎県道53号京町小林線
宮崎県道53号京町小林線（みやざきけんどう53ごう きょうまちこばやしせん）は、宮崎県えびの市から小林市に至る県道（主要地方道）である。

## 概要
えびの市大字向江から小林市本町に至る。

### 路線データ
- 起点：宮崎県えびの市大字向江（京町交差点、国道268号交点・国道447号起点・宮崎県道408号矢岳高原京町線終点）
- 終点：宮崎県小林市本町（小林駅前、宮崎県道410号木浦木小林停車場線終点）

## 歴史
- 1993年（平成5年）5月11日 - 建設省から、県道京町小林線・環野小林停車場線の一部が京町小林線として主要地方道に指定される[1]。
- 1994年（平成6年）4月1日 - 宮崎県告示第413号により、宮崎県道京町小林線として路線認定される[2]。

## 路線状況
えびの市の起点付近に宮崎県を代表する温泉地である京町温泉の施設が立ち並んでいる。

### 重複区間
- 宮崎県道30号えびの高原小田線（えびの市大字栗下・えびの市栗下交差点 - えびの市大字末永）
- 宮崎県道409号生駒高原北西方線（小林市南西方）
- 宮崎県道・鹿児島県道1号小林えびの高原牧園線（小林市細野・生駒高原入口交差点 - 小林市細野・南町交差点）
- 鹿児島県道・宮崎県道104号霧島公園小林線（小林市細野 - 小林市細野・小林市役所入口交差点）
- 国道221号・国道268号（小林市細野・小林市役所入口交差点 - 小林市細野・小林商工会議所交差点）
- 宮崎県道410号木浦木小林停車場線（小林市細野・小林商工会議所交差点 - 小林市本町（終点））

### 道路施設

#### 橋梁
- 向江橋（新田川、えびの市）
- 中浦橋（葉広田川、えびの市）
- 西境橋（西境川、えびの市）
- 宮川橋（長江川、えびの市）
- 末永橋（池島川、えびの市）
- 中吾塚橋（池島川、えびの市 - 小林市）

## 地理

### 通過する自治体
- えびの市
- 小林市

### 交差する道路
| 交差する道路                                                                                       | 市町村名 | 交差する場所 | 交差する場所         |
| -------------------------------------------------------------------------------------------------- | -------- | ------------ | -------------------- |
| 国道268号 国道447号 宮崎県道408号矢岳高原京町線                                                    | えびの市 | 大字向江     | 京町交差点 / 起点    |
| 宮崎県道403号えびの高原京町線                                                                      | えびの市 | 大字浦       |                      |
| 宮崎県道30号えびの高原小田線 重複区間起点                                                          | えびの市 | 大字栗下     | えびの市栗下交差点   |
| 宮崎県道30号えびの高原小田線 重複区間終点                                                          | えびの市 | 大字末永     |                      |
| 宮崎県道407号原田杉水流線                                                                          | えびの市 | 大字原田     |                      |
| 宮崎県道409号生駒高原北西方線 重複区間起点                                                         | 小林市   | 南西方       |                      |
| 宮崎県道409号生駒高原北西方線 重複区間終点                                                         | 小林市   | 南西方       |                      |
| 宮崎県道・鹿児島県道1号小林えびの高原牧園線 重複区間起点                                           | 小林市   | 細野         | 生駒高原入口交差点   |
| 宮崎県道・鹿児島県道1号小林えびの高原牧園線 重複区間終点                                           | 小林市   | 細野         | 南町交差点           |
| 鹿児島県道・宮崎県道104号霧島公園小林線 重複区間起点                                               | 小林市   | 細野         |                      |
| 国道221号 重複区間起点 国道268号 重複区間起点 鹿児島県道・宮崎県道104号霧島公園小林線 重複区間終点 | 小林市   | 細野         | 小林市役所入口交差点 |
| 国道221号 重複区間終点 国道268号 重複区間終点 宮崎県道410号木浦木小林停車場線 重複区間起点         | 小林市   | 細野         | 小林商工会議所交差点 |
| 宮崎県道410号木浦木小林停車場線 重複区間終点                                                       | 小林市   | 本町         | 終点                 |

### 交差する鉄道
- 吉都線

### 沿線
- 京町温泉
- JR九州吉都線
  - 京町温泉駅 - えびの飯野駅 - 小林駅
- 小林市立西小林中学校
- 小林市立西小林小学校
- 小林市立南小学校
- 小林市役所
- 小林商工会議所